# Буролобый зуёк
Буролобый зуёк (лат. Charadrius forbesi) — вид птиц из семейства ржанковых. Обитает в Западной Африке, держась у внутренних водоемов. Питается насекомыми, червями и беспозвоночными. Длина взрослой птицы 20 см. Крылья и хвост длинные. Половой диморфизм отсутствует. Представители вида крупнее и темнее, чем трёхполосые зуйки (их ближайшие родственники).
МСОП присвоил буролобому зуйку статус LC.
Латинское название дано виду в честь британского зоолога Вильяма Форбса.